# Progonyleptoides castaneus
Progonyleptoides castaneus is een hooiwagen uit de familie Gonyleptidae.